# راسيل هينلي
راسيل هينلي (بالإنجليزية: Russell Henley)‏ هو لاعب غولف أمريكي، ولد في 12 أبريل 1989 في ماكون في الولايات المتحدة.

## وصلات خارجية
- راسيل هينلي على موقع رابطة لاعبي الغولف المحترفين (الإنجليزية)
- راسيل هينلي على موقع التصنيف العالمي الرسمي للغولف (الإنجليزية)